# معايير إدارة المعلومات الزراعية
معايير إدارة المعلومات الزراعية (AIMS) هو موقع ويب تديره منظمة الأغذية والزراعة للأمم المتحدة (فاو) للوصول إلى معايير إدارة المعلومات الزراعية ومناقشتها، والأدوات والمنهجيات التي تربط العاملين في مجال المعلومات حول العالم لبناء مجتمع عالمي للممارسة. يمكن العثور على معايير إدارة المعلومات والأدوات والممارسات الجيدة على AIMS:
- لدعم تنفيذ المعلومات والمعرفة المهيكلة والمرتبطة لتمكين المؤسسات والأفراد من خلفيات تقنية مختلفة من بناء أنظمة معلومات مفتوحة وقابلة للتشغيل البيني؛
- لتقديم المشورة حول كيفية إدارة ونشر ومشاركة وتبادل المعلومات العلمية الزراعية بأفضل طريقة ممكنة؛
- لترويج ممارسات جيدة قابلة للتطبيق على نطاق واسع وسهلة التنفيذ، و؛
- لتعزيز مجتمعات الممارسات التي تركز على التوافقية وإعادة الاستخدام والتعاون.

## المستخدمون
يُعنى موقع AIMS في المقام الأول بالعاملين في مجال المعلومات — أمناء المكتبات، ومديري المعلومات، ومطوري البرمجيات — ولكنه يجذب أيضًا اهتمام أولئك الذين لديهم شغف بالمعرفة ومشاركة المعلومات. يعتمد نجاح AIMS على وصول مجتمعاته إلى كتلة حرجة لإثبات أن الاستثمار في معايير التشغيل البيني يقدم عائدًا.

## المجتمع
يضم AIMS تسع مجتمعات ممارسة تهدف إلى مناقشة ومشاركة المعلومات حول المبادرات المختلفة المندرجة تحت مظلة AIMS. يدعم AIMS التعاون من خلال المنتديات والمدونات بين المؤسسات والأفراد الذين يرغبون في مشاركة الخبرات حول كيفية استخدام الأدوات والمعايير والمنهجيات. بالإضافة إلى ذلك، تنشر الأخبار والفعاليات على AIMS كجزء من "وصول واحد" للتشغيل البيني وقابلية إعادة استخدام الموارد المعلوماتية. تستهدف مجتمعات AIMS المجتمع الزراعي العالمي، بما في ذلك مقدمي المعلومات من معاهد البحوث والمؤسسات الأكاديمية والمؤسسات التعليمية والتمديدية وأيضًا القطاع الخاص.

## المحتوى

### المفردات
- AGROVOC عبارة عن مفردات شاملة متعددة اللغات تحتوي على ما يقرب من 40000 مفهوم في أكثر من 20 لغة تغطي مجالات موضوعية في الزراعة والغابات ومصايد الأسماك جنبًا إلى جنب مع موضوعات متقاطعة مثل استخدام الأراضي وسبل العيش الريفية والأمن الغذائي.[1] يقوم بتوحيد وصف البيانات لتمكين مجموعة من أهداف التكامل الأساسية: التشغيل البيني، وإمكانية إعادة الاستخدام والتعاون.[2] وبروح التعاون هذه، تعمل AGROVOC أيضًا مع منظمات أخرى تستخدم تقنيات البيانات المفتوحة المرتبطة لربط المفردات وبناء العمود الفقري للجيل القادم من بيانات الإنترنت؛ البيانات التي تم تمييزها ليس فقط من حيث الأسلوب ولكن أيضًا من حيث المعنى. يتم صيانته من قبل مجتمع عالمي من أمناء المكتبات وعلماء المصطلحات ومديري المعلومات ومطوري البرامج [3] باستخدام VocBench نسخة محفوظة 30 يوليو 2012 على موقع واي باك مشين. ، وهو محرر مفردات متعدد اللغات قائم على الويب وأداة لإدارة سير العمل تسمح بالتحرير المتزامن والموزع.[4]
- بالإضافة إلى AGROVOC، يوفر AIMS إمكانية الوصول إلى مفردات أخرى مثل علم المصطلحات الجيوسياسية وعلم مصطلحات مصايد الأسماك . يتم استخدام علم الوجود الجيوسياسي لتسهيل تبادل البيانات ومشاركتها بطريقة موحدة بين الأنظمة التي تدير المعلومات حول البلدان و/أو المناطق. تم إنشاء شبكة الأنطولوجيات الخاصة بمصائد الأسماك كجزء من مشروع NeOn وهي تغطي المجالات التالية: المناطق المائية: للتقارير الإحصائية، والولاية القضائية ( EEZ )، والبيئية (LME)، والأنواع: التصنيف التصنيفي، والتصنيف التجاري ISSCAAP، والموارد المائية، ومساحات الأراضي، والسلع السمكية، وأنواع السفن وحجمها، وأنواع المعدات، و AGROVOC ، وASFA.[5]
- تم تصميم AgMES كمساحة اسمية لتشمل امتدادات خاصة بالزراعة للمصطلحات والتحسينات من مساحات أسماء البيانات الوصفية القياسية الراسخة مثل Dublin Core أو AGLS ، والتي تُستخدم لكائنات المعلومات الشبيهة بالمستندات، على سبيل المثال مثل المنشورات والمقالات والكتب ومواقع الويب والأوراق البحثية وما إلى ذلك.[6]
- البيانات المفتوحة المرتبطة (LOD) - توصيات البيانات الببليوغرافية الممكنة (LODE-BD) 2.0 نسخة محفوظة 19 سبتمبر 2015 على موقع واي باك مشين. هي أداة مرجعية تساعد مزودي البيانات الببليوغرافية في اختيار استراتيجيات الترميز المناسبة وفقًا لاحتياجاتهم من أجل تسهيل تبادل البيانات الوصفية، على سبيل المثال، من خلال إنشاء ممرات عبور بين تنسيقات البيانات المحلية والتنسيقات المستخدمة على نطاق واسع أو حتى باستخدام تمثيل البيانات المرتبطة

### الأدوات
- نسخة محفوظة 2011-10-20 على موقع واي باك مشين. AgriDrupal </link> هو عبارة عن مجموعة من الحلول لإدارة المعلومات الزراعية ومجتمع من الممارسات حول هذه الحلول. يتكون مجتمع AgriDrupal من الأشخاص الذين يعملون في مجتمع المتخصصين في إدارة المعلومات الزراعية والذين كانوا يقومون بتجربة حلول إدارة المعلومات الزراعية في Drupal .[7]
- نسخة محفوظة 2012-06-13 على موقع واي باك مشين. AgriOcean DSpace </link> هي مبادرة مشتركة بين وكالات الأمم المتحدة لمنظمة الأغذية والزراعة ومنظمة اليونسكو -IOC/IODE لتوفير نسخة مخصصة من DSpace . ويستخدم معايير للبيانات الوصفية والقاموسات والمفردات الخاضعة للرقابة الأخرى لعلوم المحيطات وعلوم البحار والأغذية والزراعة والتنمية ومصايد الأسماك والغابات والموارد الطبيعية وغيرها من العلوم ذات الصلة.[8]
- VocBench نسخة محفوظة 30 يوليو 2012 على موقع واي باك مشين. هي أداة لإدارة المفردات متعددة اللغات على شبكة الإنترنت تم تطويرها بواسطة منظمة الأغذية والزراعة وتستضيفها شركة MIMOS Berhad . يقوم بتحويل قواميس المرادفات وقوائم المصادر والمفردات إلى مخططات مفاهيم SKOS / RDF لاستخدامها في بيئة بيانات مرتبطة. كما تتولى VocBench أيضًا إدارة سير العمل وعمليات التحرير التي ينطوي عليها تطور المفردات مثل حقوق المستخدم/الأدوار والتحقق والإصدارات. يدعم VocBench مجموعة متنامية من مجتمعات المستخدمين، بما في ذلك المجموعة العالمية الموزعة من المصطلحات التي تدير AGROVOC .[9]
- WebAGRIS هو نظام متعدد اللغات قائم على الويب لإدخال البيانات الموزعة ومعالجتها ونشرها (من خلال الإنترنت أو على أقراص مضغوطة) للمعلومات الببليوغرافية الزراعية. ويستند إلى المعايير المشتركة لتنسيقات إدخال البيانات ونشرها ( XML ، HTML ، ISO2709)، بالإضافة إلى مخطط تصنيف الموضوعات و AGROVOC .[10]

### الخدمات
- AgriFeeds هي خدمة تسمح للمستخدمين بالبحث وتصفية الأخبار والأحداث من العديد من مصادر المعلومات الزراعية وإنشاء موجزات مخصصة بناءً على المرشحات المطبقة.[11] تم تصميم AgriFeeds في سياق CIARD (التماسك في المعلومات من أجل البحث الزراعي من أجل التنمية). في إطار CIARD، الشركاء الذين قاموا بتصميم وتنفيذ AgriFeeds هم منظمة الأغذية والزراعة و GFAR . يتم صيانة AgriFeeds حاليًا بواسطة منظمة الأغذية والزراعة (FAO) .
- AGRIS هي قاعدة بيانات عالمية متاحة للمجال العام تحتوي على ما يقرب من 3 ملايين سجل ببليوغرافي منظم حول العلوم والتكنولوجيا الزراعية. يتم صيانة قاعدة البيانات من قبل منظمة الأغذية والزراعة ، مع توفير المحتوى من قبل أكثر من 100 مؤسسة مشاركة من 65 دولة.[12]
- خريطة طريق CIARD إلى عقد المعلومات والبوابات (RING) هو مشروع تم تنفيذه داخل CIARD ويقوده GFAR . RING هو سجل عالمي للخدمات المستندة إلى الويب والتي تتيح الوصول إلى أي نوع من المعلومات المتعلقة بالبحث الزراعي من أجل التنمية (ARD). وهو يسمح لمقدمي المعلومات بتسجيل خدماتهم في فئات مختلفة، وبالتالي تسهيل اكتشاف مصادر المعلومات المتعلقة بالزراعة في جميع أنحاء العالم.[13]
- منذ يناير 2011، يدعم AIMS E-LIS ، الأرشيف الإلكتروني الدولي لعلوم المكتبات والمعلومات (LIS). تم إنشاء نظام E-LIS وإدارته وصيانته من قبل فريق دولي مكون من 73 أمين مكتبة وعلماء معلومات من 47 دولة ودعم 22 لغة. إنه متاح مجانًا، ويتماشى مع حركة الوصول المفتوح (OA) وهو مشروع تطوعي. وهو حاليا أكبر مستودع دولي في مجال علوم المكتبات والمعلومات. إن البحث أو التصفح في E-LIS هو نوع من التجارب المتعددة اللغات والثقافات، وهو مثال على ما يمكن إنجازه من خلال أرشيفات الوصول المفتوح لجمع شعوب العالم معًا.[14]
- سجل VEST هو عبارة عن كتالوج للمفردات الخاضعة للرقابة (مثل ملفات السلطة، وأنظمة التصنيف، وخرائط المفاهيم ، والقوائم الخاضعة للرقابة، والقواميس، والأنطولوجيات أو عناوين الموضوعات)؛ ومجموعات البيانات الوصفية (مجموعات عناصر البيانات الوصفية ، ومساحات الأسماء، وملفات تعريف التطبيق)؛ والأدوات (مثل برامج إدارة المكتبات، وأنظمة إدارة المحتوى أو برامج مستودع المستندات). يهتم في المقام الأول بجمع وصيانة مجموعة متسقة من البيانات الوصفية لكل مورد. يهدف سجل VEST إلى توفير مركز لتبادل الأدوات ومجموعات البيانات الوصفية والمفردات المستخدمة في سياق إدارة المعلومات المتعلقة بالأغذية والزراعة والتنمية ومصايد الأسماك والغابات والموارد الطبيعية .

## روابط خارجية
- معايير إدارة المعلومات الزراعية